# Milano-Torino 1967
La Milano-Torino 1967, cinquantatreesima edizione della corsa, si tenne il 15 marzo 1967 su un percorso di 201 km complessivi. Fu vinta dall'italiano Gianni Motta, giunto al traguardo con il tempo di 4h46'12" alla media di 42,138 km/h.

## Ordine d'arrivo (Top 10)
| Pos. | Corridore           | Squadra        | Tempo    |
| ---- | ------------------- | -------------- | -------- |
| 1    | Gianni Motta        | Molteni        | 4h46'12" |
| 2    | Franco Bitossi      | Filotex        | a 23"    |
| 3    | Vittorio Adorni     | Salamini-Luxor | s.t.     |
| 4    | Vito Taccone        | Germanvox      | s.t.     |
| 5    | Graziano Battistini | Vittadello     | s.t.     |
| 6    | Marcello Mugnaini   | Filotex        | s.t.     |
| 7    | Michele Dancelli    | Vittadello     | a 47"    |
| 8    | Vincenzo Meco       | Max Meyer      | a 2'32"  |
| 9    | Marino Vigna        | Vittadello     | s.t.     |
| 10   | Carmine Preziosi    | Molteni        | s.t.     |